# 더 로맨틱스
더 로맨틱스(The Romantics)는 미국의 음악 그룹이다.